# نارسایی حاد کبد
نارسایی برق‌آسای کبد (به انگلیسی: Fulminant hepatic failure) یا نارسایی حاد کبد (Acute liver failure) به صورت شروع آنسفالوپاتی ظرف ۸ هفته از شروع بیماری حاد کبد در بیمار مبتلا به بیماری حاد کبد تعریف می‌شود.

## بیماری‌زایی
- نکروز گسترده کبد

## علت‌ها
- هپاتیت حاد ویروسی
- مسمومیت با استامینوفن
- مسمومیت با ایزونیازید
- مسمومیت با هالوتان
- مسمومیت با اسید والپروییک
- سموم مگ موش مانند آمانیتا فالوییدس
- تترا کلرید کربن

## علامت‌ها
این بیماری یک بیماری چند سیستمی است و باعث ایجاد اختلال در ارگانهای مختلف بدن می‌شود.علام اولیه اغلب غیر اختصاصی هستند مانند خستگی، کسالت، بی اشتهایی، تهوع، درد شکمی، تب و زردی. این نشانه‌ها پیشرفت می‌کنند و در نهایت آنسفالوپاتی یا کما ایجاد می‌شود.
- آنسفالوپاتی

علایم آنسفالوپاتی می‌تواند از یک بی خوابی و اختلال در تمرکز (مرحله اول) تا کمای عمیق (مرحله 4) متغیر باشد. شدت آنسفالوپاتی رابطه معکوس با پیش آگهی بیماران دارد.

## نگارخانه

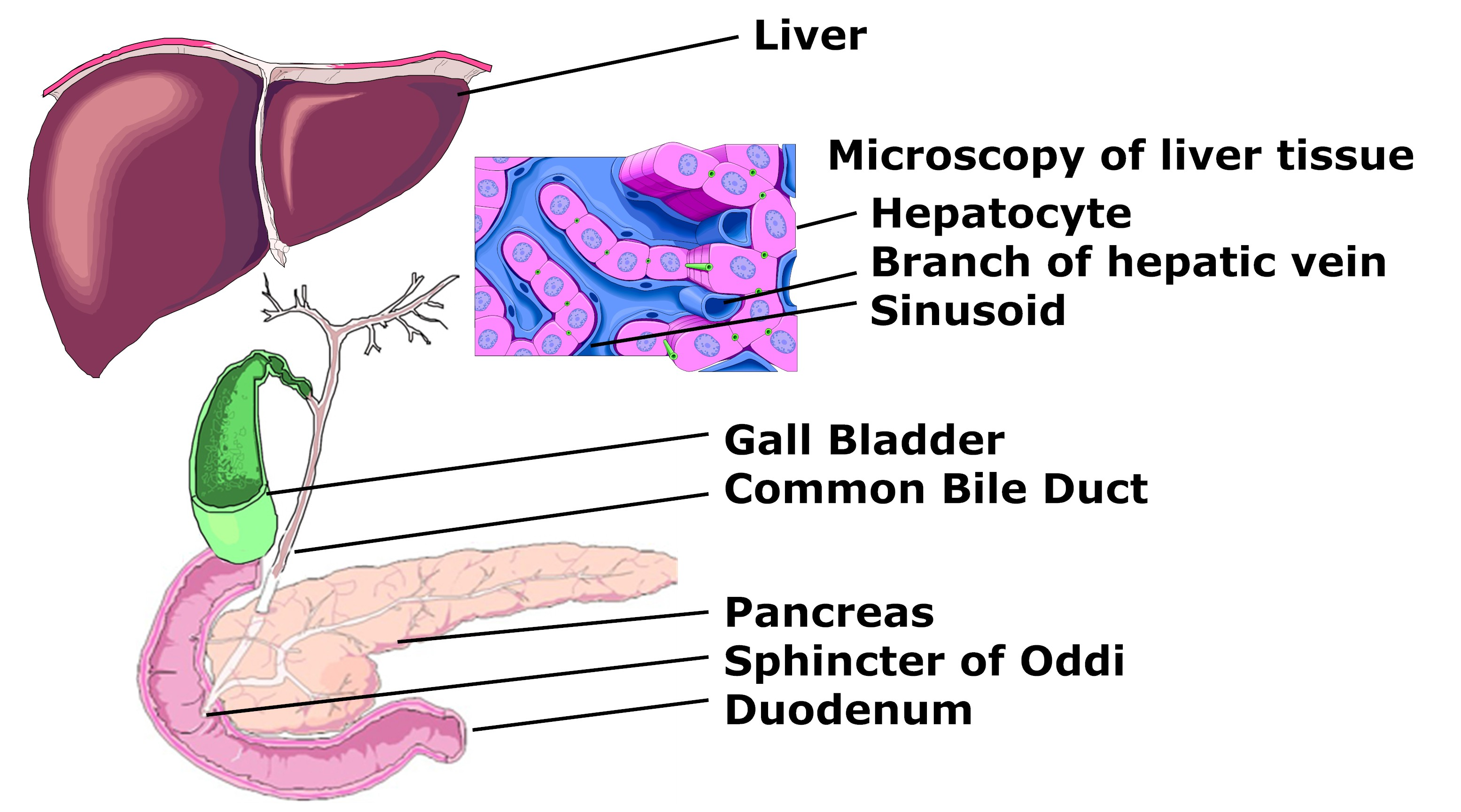